# Беляев, Александр Сергеевич (художник)
Беляев Александр Сергеевич — российский художник. Член-корреспондент Российской академии художеств (2018).

## Биография
Родился 7 ноября 1955 года.
Окончил Московский текстильный институт имени А. Н. Косыгина по специальности «Художественное оформление и моделирование изделий текстильной и легкой промышленности» (1979), руководитель диплома — Б. А. Державин.
С 1989 года — участник группы интерьера Комбината прикладного искусства при Художественном фонде России.
Работал над созданием уникальных занавесов, монументальных панно для общественных интерьеров.
Участник всесоюзных, всероссийских, московских выставок с 1982 года.
Произведения представлены в крупнейших музеях России, среди которых: Всероссийский музей декоративно-прикладного и народного искусства в Москве, Государственный музейно-выставочный центр «РОСИЗО», Музей изобразительного искусства Туапсе. Работы также находятся в собраниях банков «Витас», «Промстройбанк», «Уником Банк»; частных собраниях Германии, Чехии, Америки, Бельгии, Англии, Франции, России.
Живёт и работает в Москве.

## Звания
- Член-корреспондент Российской академии художеств (Отделение декоративных искусств, с 2018 года)
- Член Международного художественного фонда (1993)
- Член Региональной общественной организации «Московский союз художников» (1987)

## Основные произведения
- Декоративное панно «Платформа Маленковская» (1998)
- Декоративное панно «Мегаполис» (2006)
- Декоративное панно «Красный треугольник» (2013)
- Декоративное панно «Синее поле» (2014)
- Декоративное панно «Белое поле» (2013)
- Декоративное панно «Деревья» (2013)
- Декоративное панно «Сиреневое поле» (2016)
- Декоративное панно «Коричневое поле» (2017)
- Декоративное панно «Городской мотив» (2017)

## Награды
- I место в международном конкурсе художественного текстиля Russian Art Week в номинации «Батик» в категории «Профи».
- II место в международной академической выставке-конкурсе «Весна пришла».
- Диплом МГО ХФ РСФСР за антрактно-раздвижной занавес для д/к п/о «Оксид» в Новосибирске (авторская роспись по ткани).